# Zénaïde Fleuriot
Pour les articles homonymes, voir Fleuriot.
Zénaïde Fleuriot (28 octobre 1829, Saint-Brieuc - 19 décembre 1890, Paris 6e), est une écrivaine française.
Aujourd’hui relativement oubliée, après avoir connu un très grand succès de son temps, on lui doit plus de 83 romans de jeune fille, dont une part importante a été publiée dès 1884 dans les collections Bibliothèque rose et Bibliothèque bleue de chez Hachette. Auteure prolifique, elle a été, en son temps, un modèle d’écriture féminine.

## Biographie

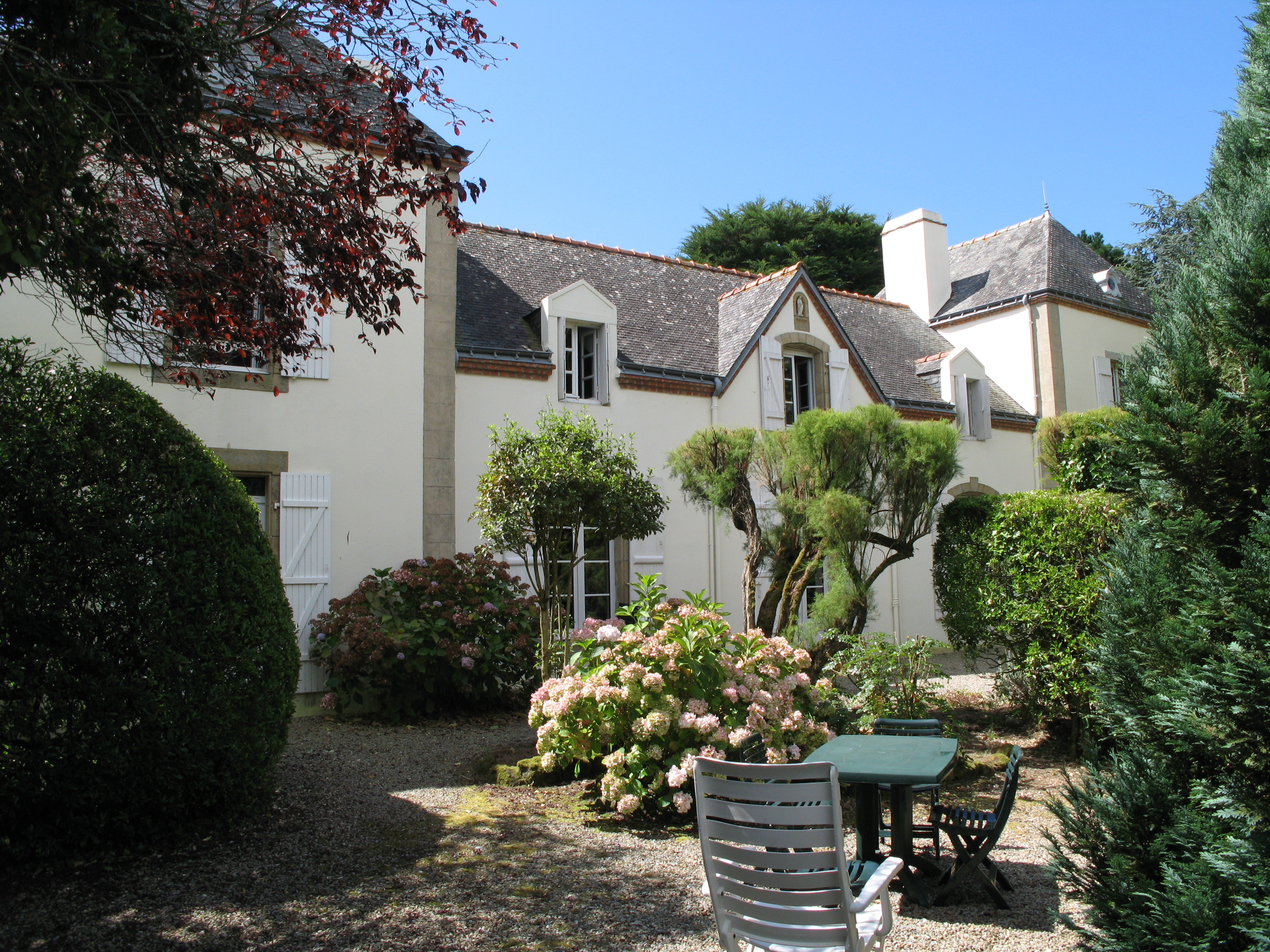
Kermoareb, maison de Zénaïde Fleuriot à Locmariaquer.

Zénaïde Fleuriot est née en Bretagne dans une famille chrétienne fidèle aux Bourbons. Ses parents ont seize enfants dont cinq seulement survivent. Parent du prêtre et journaliste l’abbé Royou, son père, Jean-Marie, très tôt orphelin de mère, est élevé par un oncle prêtre, l’abbé Jean-Sébastien Rolland, recteur de Locarn-en-Duault, arrêté sous ses yeux et envoyé à l'échafaud, le 25 floréal an II (14 mai 1794), par le tribunal révolutionnaire de Brest, pour refus de serment à la Convention. À 14 ans, il s'engage dans l'armée et combat à Austerlitz en 1805. Réformé en 1806, il entame des études de droit et devient avoué à Saint-Brieuc. Son opposition légitimiste frontale, après des Trois Glorieuses, à la monarchie de Juillet lui vaut la perte de sa position et de sa fortune.
Sa scolarité dans un couvent est l’occasion de découvrir Walter Scott. Fortement influencée par l’environnement familial, Zénaïde est, de 1849 à 1860, préceptrice des enfants de la famille Guillotou de Kerever, l'hiver à Saint-Brieuc, l'été au château Bily à Ploufragan:62.
En 1857, une nouvelle intitulée la Fontaine du Moine rouge, qu’elle avait envoyée à Lyon pour un concours proposé par la France littéraire, ayant remporté le premier prix, elle a envoyé, au concours suivant de cette revue, deux pièces de vers, qui ont à nouveau obtenu le premier prix, et une nouvelle en prose intitulée Une heure d’entraînement, également couronnée, et a été imprimée dans la Revue lyonnaise sous le nom de plume « d’Anna Edianez ». Après ces quelques essais parus sous ce nom de plume, elle publie rapidement ses premiers romans sous son propre nom, après que l’éditeur catholique Ambroise Bray a accepté son premier recueil de nouvelles, intitulé Souvenirs d’une douairière.
En 1859, elle s’adresse à l’ancien représentant du Morbihan Alfred Nettement, qui dirigeait et rédigeait presque à lui seul, sous des pseudonymes variés, la Semaine des familles, depuis que le coup d’État du 2 décembre avait brisé son mandat et supprimé son journal, l’Opinion publique, au mois de janvier 1852. Elle y débute au mois d’aout 1859 avec un court roman intitulé : Projets d’avenir, qui sera le premier d’une série ininterrompue sur plus de trois décennies jusqu’à sa mort. Certains de ses ouvrages atteindront jusqu'à soixante-dix, quatre-vingts et même cent éditions. À partir de 1860, désirant s'entendre verbalement avec ses éditeurs, elle monte à Paris où elle fait un assez long séjour, reçue intimement dans les familles Nettement, Lecoffre, Bray et aussi chez le peintre Eugène Mathieu, directeur de La France illustrée,  et beau-père de Yan' Dargent:106. Elle n’habitera définitivement Paris qu’en 1868.
Après ces premières publications, elle collaborera avec le Journal des Demoiselles, la Mode illustrée, Le Journal de la jeunesse et à la collection Bibliothèque rose. Son roman Aigle et Colombe est récompensé par l'Académie française avec un prix de 1 500 francs. L'influence des valeurs familiales lui donne en permanence le souci de ne pas blesser la foi chrétienne et les bonnes mœurs. Elle rencontre un grand succès auprès de la bourgeoisie catholique. Ses romans sont traduits en allemand par Hoffmann en Autriche.
Profondément chrétienne, peu de temps après son arrivée dans la capitale, elle avait pris domicile chez les Auxilliatrices des âmes du Purgatoire, consacrant à leurs œuvres une partie de son temps et de ses ressources. En 1867, frappée par une suite de deuils, elle songe à se faire religieuse cloîtrée. À Rome, elle rencontre la princesse Carolyne de Sayn-Wittgenstein, compagne de Liszt, qui devient sa conseillère:106.
Pendant le siège de Paris par les Prussiens, elle doit recourir au ballon pour pouvoir correspondre avec ses parents, travaillant beaucoup, s’employant près des malades et des pauvres, que le froid tue:344. À partir de 1871, elle organise et dirige une école féminine professionnelle, rue du Cherche-Midi, à Paris:354. Au printemps 1872, venue rejoindre au bord de la mer sa belle-sœur et ses deux enfants, elle découvre Locmariaquer:383, et se fait construire une vaste demeure en 1873 qu’elle nomme Kermoareb : « la maison de ma tante »:453. Elle y écrira notamment Petit chef de famille.

De 1874 à 1879, elle dirige le journal La Semaine des familles:425. Le 8 janvier 1873, elle fait son entrée à la librairie Hachette et Cie, où elle publiera bon nombre de ses meilleures œuvres, pendant les dix-sept ans qui lui restent à vivre:390. Le 25 mai 1874, elle découvre l’Angleterre et « ne comprend[s] pas qu’on quitte Londres sans nécessité, quand on est voisin de Hyde-Park:432. » En 1877, elle retourne dans ce pays et termine son périple en Belgique:458. Malade du cœur, celle qui avait confié à la princesse Wittgenstein : 

« Je mourrai avec la passion de la mer ; elle me produit l'effet d'une zone intermédiaire entre la terre et le ciel. »

 est morte après un refroidissement qui a causé une congestion. Après ses obsèques, le 22 décembre 1890, en l’église Saint-François-Xavier, son cercueil est ramené en train depuis la gare de Paris-Montparnasse en terre bretonne au cimetière de Locmariaquer, selon ses vœux. Le cercueil est porté par huit marins du village. Illustration de la survivance du culte païen des pierres, elle est enterrée sous une stèle gauloise sculptée en forme de menhir.

## Hommages
Son nom a été donné à des rues à Locmariaquer, Saint-Brieuc, Rennes, Bruz ou Saint-Avé, ainsi qu'à la médiathèque municipale de Locmariaquer inaugurée en 2010.

## Œuvres partielles
- La Fontaine du moine rouge, 1857.Nouvelle lauréate du prix du concours organisé par la revue littéraire lyonnaise La France littéraire)
- Souvenirs d'une douairière, Paris, Édouard Dentu, 3e édition, Paris, A. Bray, 1866.- in-18, 284 p., 1859.C'est son premier succès populaire. On se dispute alors ses feuilletons à la Semaine des familles, au Journal des Demoiselles et à la Mode illustrée)
- Marquise et Pêcheur, Paris, A. Bray, 1860.
- Ève, « coll. Lecture pour tous », C. Dillet, 1861.
- Une famille bretonne, Paris, A. Bray, 1861.
- La Fille du serrurier, Vitry, F.-V. Bitsch. Reproduit du "Messager de la semaine" pour les abonnés de L'Écho de la Marne, 1862.
- Sans beauté, C. Dillet, Paris, 1862.
- La Vie en famille, Précédée d'une introduction par M. Alfred Nettement, Paris, A. Bray, 1862.
- Histoire pour tous, Paris, C. Blériot, 1863.
- Réséda, Paris, A. Bray, 1863.
- Un cœur de mère, 1863.
- Au hasard, causeries et nouvelles, Paris, A. Bray, 1864.
- Yvonne de Coatmorvan, 1864.
- Les Prévalonnais, scènes de province, Paris, A. Bray, 1865.
- Le Chemin et le but (suivi de Une saison au bord de la mer), nouvelles, Paris, A. Bray, 1866.
- Une saison au bord de la mer (suite du Chemin et le but), Paris, A. Bray, 1866.
- La Clef d'or, Paris, C. Dillet, 1866.
- La Glorieuse, Paris, C. Dillet, 1866.
- Sans nom, Paris, A. Bray, 1866.
- L'Oncle trésor, Paris, C. Dillet, 1867.
- Une année de la vie d'une femme, Paris, P. Brunet, 270 p., 1867.
- Une chaîne invisible, Paris, P. Brunet, 269 p., 1867.
- Petite belle, Paris, Lecoffre fils, 302 p., 1868.
- Alix (en deux volumes), Paris, Lecoffre fils, in-18, 417 p., 1868.
- Histoire intime, Paris, P. Brunet, 300 p., 1868.
- Deux bijoux, Paris, Lecoffre fils, in-18, 284 p., 1869.
- Mon sillon, Paris, P. Brunet, in-18, 328 p., 1869.
- À l'aventure, Paris, Lecoffre fils, in-18, 139 p., 1870.
- Ce pauvre vieux (la suite a pour titre : Marga), Lecoffre fils, in-18, viii-314 p., 1870.
- Notre passé, Paris, P. Brunet, in-18, 304 p., 1870.
- Siège de Paris. Entre absents. Aux mères françaises, Paris, Jacques Lecoffre, in-16, 11 p., 1871.
- Siège de Paris. Entre absents, réponse à la lettre d'un mobile breton, Paris, Jacques Lecoffre, in-16, 9 p., 1871.
- Une parisienne sous la foudre, Paris, Henri Plon, in-18, 243 p., 1871.
- Marga (le second tome de Ce pauvre vieux), Paris, Lecoffre fils, in-18, 288 p., 1872.
- Les Mauvais Jours : note d'un bourru sur le siège de Paris, Paris, C. Dillet, in-12, 288 p., 1872.
- Mes héritages, Paris, Lecoffre fils, in-18, 272 p., 1872.
- Notre capitale Rome, Paris, Henri Plon, in-18, 320 p., 1872.
- Aller et retour Paris-Paray-le-Monial, Paris, Lecoffre fils, in-16, 52 p., 1873.
- Aigle et Colombe (prix de l'Académie française), Paris, Firmin-Didot frères, fils et Cie, in-18, 420 p., 1873.
- Les Pieds d'argile, 2 vol., la suite a pour titre : Armelle Trahec, Lecoffre fils, in-18, 1873.
- Le Théâtre chez soi, comédies et proverbes, Paris, C. Dillet, in-18, 287 p., 1873.
- Le Petit Chef de famille, 1873.
- Armelle Trahec  (suite des Pieds d'argile), Paris, Lecoffre fils, 1874 (réimpr. 1926 : Reims, Hirt et Cie, impr.-éditeurs, 53, rue des Moissons, 1926. (18 juin 1927) in-16, 154 p. Foyer-Romans. Nº 73. Réimp. 1933 : Paris, 18 rue Jacob, éditions Gautier-Languereau, 1933 (Orléans : impr. du Loiret), 1 vol. (255 p.) : couv. ill. ; 17 cm. « coll. Familia »), 314 p., in-18 (lire en ligne).
- Plus Tard ou le jeune chef de famille (le second tome de Petit Chef de famille), 1874.
- Bigarette, illustré par Adrien Marie, collection Bibliothèque rose illustrée, éd. Hachette, 1874.
- Monsieur Nostradamus, Nouvelle collection à l'usage de la jeunesse, Paris, Hachette, in-8º, 292 p., réédité en 1910, 1875.
- En congé, Paris, Hachette, 260 p., 1875.
- La Petite Duchesse, 1876, la suite a pour titre : Alberte, illustré par Adrien Marie, Nouvelle collection à l'usage de la jeunesse, Hachette, 254-8 p.
- Miss idéal, Lecoffre fils, in-18, 324 p. Suite de Mes héritages, 1874.
- Un fruit sec, Lecoffre fils, 2 vol., 261 et 315 p., 1877.
- Un enfant gâté, 1877.
- Les Aventures d'un rural (en deux volumes), Paris ; Lyon, Lecoffre fils et Cie, 2 vol., in-18, 280, 223 p., 1878.
- Raoul Daubry (troisième tome de Petit chef), 1878.
- Grand cœur, Nouvelle collection à l'usage de la jeunesse, Paris, Hachette, in-8º, 253 p., 1878, réimp. 1933, Paris, Hachette, 1933
- Mlle Z, Nouvelle collection à l'usage de la jeunesse, Paris, Hachette, in-8º, 253 p., 1878.
- Bonasse, 1880.
- La Rustaude, 1880.
- Mandarine, 1880.

- Tranquille, 1880.
- Tourbillon, 1880.
- Tombée du nid (le deuxième tome de Mandarine), 1881 (Réimp. 1934: Paris, Hachette).
- Alberte (le deuxième tome de Petite Duchesse), 1881.
- Charybde et Scylla, 1881.
- Cadette, 1881.
- Bouche en cœur, 1882.
- Gildas l'intraitable, 1882.
- Faraude, 1882.
- Cadok, 1882.
- Caline, 1883.
- L'Héritier de Kerguignon (le deuxième tome de Cadok), 1883.
- Sous le joug (le deuxième tome de Gildas l'intraitable), 1883.
- Désertion, 1884.
- Caline  (ill. André Pécoud d’après Gustave Fraipont), Paris, 1885 (réimpr. Caline, jeune fille, Paris, Hachette, 1950.) (lire en ligne sur Gallica)
- Ces bons Rosaëc (le deuxième tome de Désertion), 1885.
- Feu et flamme, 1885.
- Le Clan des têtes chaudes, 1887.
- Au Galadoc (le deuxième tome du Clan des têtes chaudes), 1887.
- Le Cœur et la tête (le deuxième tome de Tranquille et Tourbillon), 1887.
- De trop, 1888.
- L'Exilée du Val Argand (le deuxième tome de Le Cœur et la tête), 1888.
- Parisiens et Montagnards, 1888.
- Les Premières pages, 1888.
- Cœur muet, 1889.
- Loyauté, 1889.
- Bengale (le deuxième tome de Galadoc), 1890.

### Publications posthumes
- Rayon de soleil, 1891.
- Papillonne, 1892.
- Mon dernier livre, 1897.

## Prix et distinctions
- Prix Montyon de littérature décerné par l'Académie française en 1873 pour le roman Aigle et Colombe[11].